# Джозеф Морган
Джо́зеф Мо́рган (англ. Joseph Morgan; при народженні Джозеф Мартін — англ. Joseph Martin; нар. 16 травня 1981, Лондон, Велика Британія) — британський актор, відомий за роллю Клауса з телесеріалу «Щоденники вампіра», «Первородні».

## Життя
Народився в Лондоні. Невдовзі його сім'я переїхала до Свонсі, Уельс, де він прожив одинадцять років.
Перше ніж стати до професійної акторської кар'єри, навчався акторської майстерності в Центральній школі мовлення й драми. Відтак він з'являвся перед глядачами як Капітан Вільям Ворлі 2002 року; З Расселом Кроу Джозеф знявся в фільмі «Володар морів». Він також мав змогу працювати разом із дедалі майстернішими Коліном Фарреллом, Джаредом Лето, Ентоні Гопкінсом і суперзіркою Анджеліною Джолі в епічному фільмі Олівера Стоуна «Олександр» (2004), де Морган утілив образ Фелотаса.
Джозеф активно почав свою кар'єру 2003 року, з'явившись у кількох телевізійних проєктах. Він пробувався на роль Маттіаса в драмі «Eroica». Його наступна роль — Трой у серіалі «Нех». Трой, разюче гарний студент, улюбленець дівчат Меденхем Холлу. Його героєві також удавалося бути предметом заздрості чоловічої статі. Та проте за маскою жорстокого хлопця—мачо криється сором'язливий і невпевнений у собі молодий чоловік, що так намагається замаскувати свою невпевненість.
Після зйомок у фільмах «Нех» і «Олександр» Морган дістав роль Каллума в серіалі «Вільям і Мері» й брав участь у зйомках 3-х із його епізодів. 2006 року Морган приєднався до телепроєкту Кеннет Вільямс: «Fantabulosa!» в ролі Алфі. Наступним його проєктом став міні-серіал на ВВС2 «Лінії краси».
Після цього були виступи в драмі «Менсфілд парк» (режисер Ян Б. Макдональд). Морган узяв участь у фільмі «Містер самотність», де зобразив легендарного Джеймса Діна. Невдовзі він проходив кастинг на роль Метью Вільямса в шоу «Безмовний свідок», що з'явився в кількох епізодах проєкту «Страждають діти». У 2007 році Морган брав участь у кастингу на роль Міка Мейблі в серіалі «Доктор Мартін». 2008 року актор підписав контракт на роботу над фільмом «The Grind», кримінальним трилером, де одну з головних ролей зіграла Зої Таппер.
Від 2011 року Морган виконує роль Клауса в телесеріалі «Щоденники вампіра». Тепер призначений на одну з головних ролей у новому проєкті «Первородні»
З 5 липня 2014 року одружений з актрисою Персі Вайт.

## Фільмографія
| Рік       |    | Українська назва             | Оригінальна назва                               | Роль                     |
| --------- | -- | ---------------------------- | ----------------------------------------------- | ------------------------ |
| 2002      | с  | Привиди                      | Spooks                                          | Reverend Parr            |
| 2003      | ф  | Eroica                       | Eroica                                          | Маттіас                  |
| 2003      | с  | Генріх VIII                  | Henry VIII                                      | Томас Калпепер           |
| 2003      | ф  | Володар морів                | Master and Commander: The Far Side of the World | Вільям Верлі             |
| 2004      | с  | Відьма                       | Hex                                             | Трой                     |
| 2004      | ф  | Олександр                    | Alexander                                       | Філотас                  |
| 2005      | с  | Вільям і Мері                | William and Mary                                | Келум                    |
| 2006      | ф  | Кеннет Вільямс: Fantabulosa! | Kenneth Williams: Fantabulosa!                  | Alfie                    |
| 2006      | мс | Лінія краси                  | The Line of Beauty                              | Джаспер                  |
| 2007      | тф | Менсфілд-парк                | Mansfield Park                                  | Вільям Прайс             |
| 2007      | ф  | Містер Самотність            | Mister Lonely                                   | Джеймс Дін               |
| 2007      | с  | Мовчазний свідок             | Silent Witness                                  | Метью Вільямс            |
| 2007      | с  | Доктор Мартін                | Doc Martin                                      | Мік Мейблі               |
| 2008—2009 | с  | Нещасний випадок             | Casualty                                        | Tony Reece               |
| 2010      | мс | Бен Гур                      | Ben Hur                                         | Бен Гур                  |
| 2011—2017 | с  | Щоденники вампіра            | The Vampire Diaries                             | Ніклаус «Клаус» Майклсон |
| 2011      | ф  |                              | Angels Crest                                    | Rusty                    |
| 2011      | ф  | Війна Богів: Безсмертні      | Immortals                                       | Lysander                 |
| 2011      | кф |                              | With These Hands                                | Джордж                   |
| 2012      | ф  |                              | The Grind                                       | Пол                      |
| 2013—2018 | с  | Первородні                   | The Originals                                   | Ніклаус «Клаус» Майклсон |
| 2013      | кф |                              | Revelation                                      | режисер/автор сценарію   |
| 2013      | ф  | Відкрита могила              | Open Grave                                      | Нейтан                   |
| 2014      | ф  |                              | Armistice                                       | A.J. Budd                |
| 2014      | ф  | 500 миль на північ           | 500 Miles North                                 | Джеймс Гоґґ              |
| 2015      | ф  |                              | Desiree                                         | Eric Ashworth            |
| 2017      | кф |                              | Carousel                                        | Кіт                      |
| 2019      | с  | За законами вовків           | Animal Kingdom                                  | Джед                     |
| 2020      | с  | Прекрасний новий світ        | Brave New World                                 | CJack60                  |
| 2022      | с  | Спадок                       | Legacies                                        | Клаус Майклсон           |
| 2022—2023 | с  | Титани                       | Titans                                          | Brother Blood            |
| 2024      | с  | Halo                         | Halo                                            | Джеймс Акерсон           |

## Нагороди і номінації
| Рік  | Нагорода               | Категорія                               | Робота            | Результат |
| ---- | ---------------------- | --------------------------------------- | ----------------- | --------- |
| 2011 | Teen Choice Awards     | Найкращий лиходій                       | Щоденники вампіра | Номінація |
| 2012 | Teen Choice Awards     | Найкращий лиходій                       | Щоденники вампіра | Номінація |
| 2013 | Teen Choice Awards     | Найкращий лиходій                       | Щоденники вампіра | Номінація |
| 2013 | TV Guide Award         | Choice TV Villain                       | Щоденники вампіра | Перемога  |
| 2014 | People's Choice Awards | Favorite Actor In A New TV Series       | Первородні        | Перемога  |
| 2014 | Teen Choice Awards     | Choice TV Actor: Sci-Fi/Fantasy         | Первородні        | Номінація |
| 2014 | MTV Millennial Awards  | El Mejor Chupasangre (En: Best Vampire) | Первородні        | Номінація |
| 2015 | Teen Choice Awards     | Choice TV Actor: Sci-Fi/Fantasy         | Первородні        | Номінація |
| 2016 | Teen Choice Awards     | Choice TV: Liplock (with Leah Pipes)    | Первородні        | Номінація |
| 2017 | Teen Choice Awards     | Choice Sci-Fi/Fantasy TV Actor          | Первородні        | Номінація |
| 2018 | Teen Choice Awards     | Choice Sci-Fi/Fantasy TV Actor          | Первородні        | Номінація |

## Виноски
1. ↑  http://www.tvrage.com/person/id-67443/Joseph+Morgan
2. ↑  http://www.bubblews.com/news/2384445-joseph-morgan
3. ↑  http://www.tvsa.co.za/actorprofile.asp?actorid=8185
4. ↑  Person Profile // Internet Movie Database — 1990.
5. ↑  Joseph Morgan [@JosephMorgan] (11 травня 2011). Повідомлення в Twitter Джозефа Моргана (Твіт). Архів оригіналу за 6 жовтня 2013. Процитовано 12 січня 2013 — через Твіттер.
6. ↑  July 23, Tara Fowler; Pm, 2014 02:45. Joseph Morgan Marries Persia White in Jamaica. PEOPLE.com (англ.). Архів оригіналу за 20 травня 2016. Процитовано 6 квітня 2022.
7. ↑  Mason, Charlie; Mason, Charlie (17 липня 2019). The Originals' Joseph Morgan Set to Recur on Animal Kingdom as [Spoiler]. TVLine (амер.). Архів оригіналу за 25 лютого 2021. Процитовано 6 квітня 2022.